# FK Metalurg Skopje
 FK Metalurg Skopje (en macedonio: ФК Металург) es un club de fútbol de Macedonia del Norte, de la ciudad de Skopie. Fue fundado en 1964 y sus colores tradicionales —según su público y propio club— son la combinación entre el verde y el blanco. Ha disputado hasta la fecha 18 temporadas en la Primera División de Macedonia del Norte.

## Estadio
Juegan de local en el multifuncionario estadio Železarnica, como ya dicho ubicado en la capital macedonia, Skopie.

## Palmarés
- Primera División de Macedonia del Norte: 1

1987
- Copa de Macedonia del Norte: 1

2010/11
- Tercera División de Macedonia del Norte: 1

2004/05

## Participación en competiciones de la UEFA
| Temporada | Torneo             | Ronda            | Club                | Casa | Visita | Global  |  |
| --------- | ------------------ | ---------------- | ------------------- | ---- | ------ | ------- |  |
| 2010–11   | UEFA Europa League | Clasificatoria 1 | FK Qarabağ          | 1–1  | 1–4    | 2–5     |  |
| 2011–12   | UEFA Europa League | Clasificatoria 2 | PFC Lokomotiv Sofia | 0–0  | 2–3    | 2–3     |  |
| 2012–13   | UEFA Europa League | Clasificatoria 1 | Birkirkara FC       | 0–0  | 2–2    | 2–2 (a) |  |
| 2012–13   | UEFA Europa League | Clasificatoria 2 | Ruch Chorzów        | 0–3  | 1–3    | 1–6     |  |
| 2013–14   | UEFA Europa League | Clasificatoria 1 | FK Qarabağ          | 0–1  | 0–1    | 0–2     |  |
| 2014–15   | UEFA Europa League | Clasificatoria 1 | UE Santa Coloma     | 2–0  | 3–0    | 5–0     |  |
| 2014–15   | UEFA Europa League | Clasificatoria 2 | FK Željezničar      | 0–0  | 2–2    | 2–2 (a) |  |
| 2014–15   | UEFA Europa League | Clasificatoria 3 | AC Omonia           | 0–1  | 0–3    | 0–4     |  |